# Perceval le Gallois
Perceval le Gallois és una pel·lícula de drama històric de 1978 escrita i dirigida per Éric Rohmer, basat en la legenda arturiana del segle XII Perceval o el Conte del Graal de Chrétien de Troyes.

## Argument
La pel·lícula narra el títol de cavaller de Percival, la maduració i l'eventual noblesa entre els Cavallers de la Taula Rodona, i també conté breus episodis de la història de Gawain i la crucifixió de Crist.
Fascinat per una trobada inesperada amb cavallers, Perceval, un nen que va créixer aïllat al seu castell i als boscos que l'envolten, està convençut que ha vist Àngel.
Afrontant la desaprovació de la seva mare que, arran de tràgics dols, va fer tot perquè Perceval no experimentés la guerra, decideix anar a la cort del rei Artús per convertir-se en cavaller. La seva inexperiència i ingenuïtat el fan cometre greus errors. Durant el viatge, provoca la gelosia de l'Orgullós Cavaller de Lande (la dama del qual va besar ingènuament), que jura fer-li-ho pagar.
A la cort del rei Artús, és investit com a cavaller i mata el Cavaller Roig, que està en conflicte amb el rei i ha insultat la reina; pren possessió de la seva armadura i s'endinsa en noves aventures. De Gornemant de Goort, un escuder que li va oferir hospitalitat, va rebre consells i va aprendre a fer servir les armes. A la ciutat de Beaurepaire, defensa la senyoreta Blancaflor repel·lint els atacs de Clamadieu des Îles, un noble que voldria apoderar-se del seu castell: el pega però ell salva la seva vida, preferint confiar-lo a les presons del rei Artús.
Aleshores vol tornar al castell de la seva mare. De la boira emergeix la silueta d'una casa pairal: el Rei Pescador, el seu senyor, li ofereix hospitalitat. Durant la festa, assisteix a una estranya cerimònia: un jove porta una llança sagnant i una noia una copa, el Graal. Per discreció, no s'atreveix a demanar explicacions. L'endemà al matí, es troba sol, la mansió està buida. Una dona que sembla una bruixa el critica per no haver fet la pregunta que hauria curat el rei malalt.
Perceval està ara condemnat a vagar i no trobar el seu castell. Continuant el seu viatge, té l'oportunitat d'humiliar Orgullós de les Landes. Assabentat de la fama de les seves gestes, el rei Artús vol conèixer-lo, però Percival prefereix la solitud.
Passen cinc anys. Aprèn per un ermità que les seves desgràcies provenen del fet que va abandonar la seva mare i que aquesta va morir de pena. Perceval troba la Mansió del Grial. El Divendres Sant, medita davant l'espectacle de la Passió i es penedeix dels seus pecats de vanitat.

## Repartiment
- Fabrice Luchini com a Perceval
- André Dussolier com a Gauvain
- Arielle Dombasle com a Blanchefleur
- Marie Rivière com a filla de Garin
- Pascale de Boysson com a dama vídua
- Clémentine Amouroux: la Donzella de la tenda
- Jacques Le Carpentier: l'Orgullós de les Landes
- Antoine Baud: el cavaller vermeil
- Jocelyne Boisseau: la donzella que riu
- Marc Eyraud: el rei Artur
- Gérard Falconetti: el senescal Ké
- Raoul Billerey: Gornemant de Goort
- Frédéric Norbert: el rei d'Escavalon
- Sylvain Lévignac: Anguingueron
- Guy Delorme: Clamadieu des Îles
- Michel Etcheverry: rei Pescador
- Coco Ducados: La dama repugnant
- Gilles Raab: Sagremor
- Marie-Christine Barrault: Reina Ginebra
- Jean Boissery: Guingambrésil
- Claude Jaeger: Thiébaut de Tintaguel
- Frédérique Cerbonnet: la filla gran de Thiébaut

## Producció

### Guió
La història de la pel·lícula està extreta del poema artúric Perceval o el Conte del Graal de Chrétien de Troyes (1137-1190). Rohmer ja havia fet un documental de vint minuts sobre el tema en blanc i negre per a televisió l'any 1964, amb documents i miniatures de l'època. Passarien catorze anys abans que fes la versió cinematogràfica. El director ho explica en una entrevista:
| «             | Aquesta pel·lícula no pretén formar part del llinatge d'obres que, com Parsifal. de Richard Wagner..., reprèn, amplifica, interpreta la llegenda del Grial. No és tant el tema el que ens importa aquí, sinó el text, un dels més bonics de la literatura francesa i al qual el cinema pot restituir un públic que ja no té. | » |
| — Éric Rohmer | |   |

### Diàlegs
L'ús directe del text de Chrétien de Troyes en francè del segle XII hauria impedit que fos accessible al públic en general. Rohmer, que no estava satisfet amb les traduccions existents, va emprendre la seva pròpia, en octosíl·labs, que “obeeix a un doble requisit, el de ser literal i el de ser comprensible”. Només tradueix una part dels 9.234 octosíl·labs del poema.
| «             | Contràriament a la creença popular, la poesia és més fàcil d'entendre que la prosa. Aquests octosíl·labs s'acosten més a la llengua parlada actual, fins i tot la d'un nen de sis anys, que la mateixa prosa escrita per la qual el lector francès d'avui és convidat a conèixer el text de Chrétien de Troyes. La literatura popular ha estat rimada i encara ho és. És en vers, generalment de vuit peus, que es componen les nostres cançons i els nostres musicals. | » |
| — Éric Rohmer | |   |

### Una producció teatral
La pel·lícula està totalment rodada als Estudis d'Épinay en un entorn únic. El director declara en una entrevista a Claude-Jean Philippe que va intentar trobar la visió d'un espai simplificat, és a dir, un espai que podem copsar quasi immediatament 'una mirada'.
L'escenografia està estilitzada: una sorra, gespa pintada, roques de cartró, un riu de fibra de vidre, tres arbres metàl·lics, un castell de cartró daurat, sempre igual, sobre el qual només canvien els escuts i els distintius.
L'autor de la música és Guy Robert, que va reelaborar cançons de dels segles XII-XIII i va utilitzar instruments d'època com la saz, la rabec, el llaüt, la flauta travessera i el chalumeau.

## Recepció
La pel·lícula va ser força rebutjada pel públic, i només va atreure 145.000 espectadors a les sales . La premsa de l'època va ser en general molt negativa, denunciant la fredor, la rigidesa acadèmica o teatral de la pel·lícula. El crític Jean-Louis Bory, tot i que acostuma a ser molt elogiós amb el cinema de Rohmer, escriu: "Lamento que la tasca de representar els boscos profunds s'hagi lliurat a un llit de cols de Brussel·les muntades sobre tiges i la lletjor dels quals només s'atenua quan la neu, bona noia, accepta donar-los una mica d'aquesta màgia que tan cruelment els manca. Com lamento que Perceval, amb l'excusa d'ingenuïtat o d'innocència "estilitzada", […] sigui també aquest ximple sense encant, que tan poc justifica les emocions de gentils dames i gentils donzelles".
Per a Jean de Baroncelli a Le Monde del 13 d'octubre de 1978, "No hi ha cap pla de Perceval que no sigui fruit d'una reflexió madura, d'una presa de posició estètica, d'un coneixement profund de l'obra original. Combinant l'erudició de l'historiador amb el refinament del miniaturista, Rohmer ens ofereix el viatge en el temps més meravellós”.
Per a Louis Skorecki a Libération, “Rohmer, penjant d'un fil, aconsegueix un doble repte impossible: tenir èxit en una pel·lícula de vestuari, una pel·lícula històrica, cosa impossible en aquests temps; i aconsegueix donar un equivalent visual a les pintures primitives, les icones cavalleresques i els poemes d'amor. Aquest art xiuxiuejat, declamat, cridat, en demanem més. Aquests castells de cartró que precedeixen la invenció de la perspectiva, ens deixen bocabadats. […] Uns quants errors, la música que està al barri equivocat, per exemple, no impedeixen que Perceval giri l'esquena al cinema en prosa infernal, arrisqui la seva pell pel costat de la poesia, on fa soroll, on té fuites, on somiem".
| «                                                                               | Edat Mitjana = infància. Aquesta és l'equació que es planteja cada cop més a l'hora d'interpretar al cinema la temàtica del qual es pretén ser medieval. […] Així Lancelot du Lac de Bresson (tant com Els Nibelungs de Lang), portaria l'espectador, a través de la seva atmosfera primitiva falsament realista, a un món utòpic en el qual, de nens, podríem haver viscut. El camp i el bosc, les cabanes i els productes senzills de la natura, la cavalleria representada amb colors en tons quotidians, escurcen les distàncies amb aquesta història escrita fa vuit segles i ens submergeixen en la memòria imaginària d'un passat viscut, com si l'edat mitjana. en la seva versió pura eren el mateix record de la nostra infantesa. […] Pel que fa al Perceval de Rohmer, segurament ocuparia el primer lloc d'aquesta jerarquia basada en una perspectiva vinculada a la infància. | » |
| — Giovanna Angeli, Perceval le Gallois d'Éric Rohmer et ses sources, pp. 33-48. | |   |

## Reconeixements
- 2 nominacions al 5a cerimònia dels Premis César: Millor fotografia (Néstor Almendros) i Millor so (Jean-Pierre Ruh)[8]
- Premi Méliès 1979

## Posteritat
El 6 de març de 2007 el Museu Nacional de l'Edat Mitjana organitza a París una taula rodona sobre la representació del Graal al cinema que reuneix al voltant d'Eric Rohmer, els medievalistes Michel Zink , François Amy de la Bretèque i Xavier Kawa-Topor. Rohmer exposa les possibles condicions per a la representació del misteri del Graal al cinema.